# Androni Giocattoli-Venezuela/2013
Deze pagina geeft een overzicht van de Androni Giocattoli-Venezuela-wielerploeg in 2013.

## Algemeen
Algemeen manager: Gianni Savio
Teammanager: , Gianni Savio
Ploegleiders: Leonardo Canciani, Giovanni Ellena, Roberto Miodini
Fietsmerk: Bianchi

## Renners
| Naam                       | Geboortedatum | Nationaliteit | Ploeg 2012          |
| -------------------------- | ------------- | ------------- | ------------------- |
| Omar Bertazzo              | 07-01-1989    | Italië        |                     |
| Riccardo Chiarini          | 20-02-1984    | Italië        |                     |
| Matteo Di Serafino         | 19-05-1986    | Italië        | Neoprof             |
| Giairo Ermeti              | 07-04-1981    | Italië        |                     |
| Patrick Facchini           | 28-01-1988    | Italië        | Neoprof             |
| Fabio Felline              | 29-03-1990    | Italië        |                     |
| Marco Frapporti            | 30-03-1985    | Italië        | Team Idea           |
| Mattia Gavazzi             | 14-06-1983    | Italië        | terug uit schorsing |
| Tomas Aurelio Gil Martinez | 23-05-1977    | Venezuela     |                     |
| Alessandro Malaguti        | 22-09-1987    | Italië        | Miche-Guerciotti    |
| Carlos Ochoa               | 14-12-1980    | Venezuela     |                     |
| Antonino Parrinello        | 02-10-1988    | Italië        |                     |
| Franco Pellizotti          | 15-01-1978    | Italië        |                     |
| Francesco Reda             | 19-11-1982    | Italië        | Acqua & Sapone      |
| Jackson Rodríguez          | 25-02-1985    | Venezuela     |                     |
| Diego Rosa                 | 27-03-1989    | Italië        | Neoprof             |
| Miguel Ángel Rubiano       | 03-10-1984    | Colombia      |                     |
| Emanuele Sella             | 09-01-1981    | Italië        |                     |
| Yonder Godoy               | 19-04-1993    | Venezuela     |                     |
| Sebastian Anaya            | 19-02-1991    | Venezuela     |                     |

## Belangrijke overwinningen
| Settimana Ciclistica Internazionale Coppi e Bartali 1e etappe, deel A: Fabio Felline Tour de San Luis 7e etappe: Mattia Gavazzi Route Adélie de Vitré Winnaar: Alessandro Malaguti Ronde van Toscane Winnaar: Mattia Gavazzi Ronde van Slovenië 2e etappe: Fabio Felline Route du Sud 4e etappe: Marco Frapporti Ronde van Oostenrijk 8e etappe: Omar Bertazzo Sibiu Cycling Tour 3e etappe deel B: Mattia Gavazzi Ronde van Venezuela 3e etappe: Mattia Gavazzi 6e etappe: Jackson Rodríguez 9e etappe: Jackson Rodríguez Eindklassement: Carlos Ochoa GP di Poggiana Andrea Zordan GP Industria & Commercio di Prato Gianfranco Zilioli |

1996 · 1997 · 1998 · 1999 · 2000 · 2001 · 2002 · 2003 · 2004 · 2005 · 2006 · 2007 · 2008 · 2009 · 2010 · 2011 · 2012 · 2013 · 2014 · 2015 · 2016 · 2017 · 2018 · 2019 · 2020 · 2021 · 2022